# Jef Cleeren
Gilbertus Oscar Joseph "Jef" Cleeren (Sint-Truiden, 3 mei 1934 - aldaar, 25 december 2021) was een Belgisch politicus voor de CVP en CD&V en burgemeester van Sint-Truiden. 

## Biografie
Cleeren startte zijn carrière als opvoeder-sportmonitor, maar ging zich reeds op jonge leeftijd toeleggen op de politiek. In 1971 werd hij gemeente- en provincieraadslid. Op 1 januari 1977 volgde hij partijgenoot Firmin Aerts op als burgemeester van Sint-Truiden. Hij zou deze functie achttien jaar bekleden, totdat hij na de gemeenteraadsverkiezingen van 1994 opgevolgd werd door de socialist Ludwig Vandenhove, ondanks het feit dat de CVP de grootste partij bleef en Cleeren de meeste voorkeurstemmen had verkregen. Nadien trok Cleeren zich terug uit de politiek, totdat hij begin 2013 verkozen werd tot voorzitter van de gemeenteraad. Hij bleef voorzitter tot 2017. In 2021 werd hij door het stadsbestuur gehuldigd voor zijn vijftig jaar als lid van de gemeenteraad. Hij bleef lid van de gemeenteraad tot aan zijn overlijden. Hij kreeg van de stad een lening van 65.000 euro waarvan de wettelijkheid nu onderzocht wordt.
Cleeren was jarenlang actief bij STVV, de Truiense voetbalploeg. Hij was in de jaren zestig de rechterhand van trainer Raymond Goethals en hij kreeg de titel van erevoorzitter van de club.